# Juan de Céspedes
Juan de Céspedes Ruiz (Argamasilla de Calatrava, 1505-Bogotá, 10 de enero de 1574) fue un conquistador español. Fue Alcalde de Bogotá en dos ocasiones y fundador de Pasca (Cundinamarca).

## Biografía
Hijo de López de Céspedes y María Ruiz, hidalgos con alcurnia en Alcolea de Calatrava y Almodóvar del Campo.
Participó en la Guerra de las Comunidades de Castilla a favor del rey Carlos I y en contra de los comuneros.

### Conquista de Colombia
En 1520 viajó a América bajo las órdenes del Adelantado Rodrigo de Bastidas. En otro viaje fue bajo las órdenes de Pedro Fernández de Lugo y finalmente bajo las órdenes de Gonzalo Jiménez de Quesada.
Acompañó a Rodrigo de Bastidas en la conquista de los Taironas y en la fundación de Santa Marta en 1525. 
Fue Capitán General de Infantería de Santa Marta (1527).
Bajo el mando de Quesada, fue uno de los 8 capitanes de caballería y llegó a Fusagasugá en mayo de 1537, fundó Pasca (Cundinamarca) el 15 de julio de 1537 y fue enviado al territorio de los panches, quienes fueron derrotados en la Batalla de Tocarema en agosto de 1538. Continuo hasta el territorio de Sumapaz, por lo cual recibió las encomiendas de Ubaque, Chipaque, Quetame y Subachoque. Las encomiendas de Ubaque y Quetame pasaron a su hijo Lope de Céspedes.
Fue  Alcalde de Bogotá en 1542-1543 y en 1546, además de Regidor de Tunja, Procurador General y Mayordomo del Gobierno.
En 1543, Alonso Luis de Lugo envió a Céspedes a Santa Marta para ayudar a reconstruir la ciudad que había sido incendiada y destruida por el pirata francés Roberto Baal.
En 1565, Céspedes mandó erigir la Iglesia de Santa Bárbara en Bogotá, que todavía existe hoy. Construyó la capilla en agradecimiento al Santo del Trueno, ya que había escapado de morir por un rayo en ese lugar, el cual mató a uno de sus esclavos.

## Familia
Se casó con Isabel Romero, viuda del soldado Juan Francisco Lorenzo. La pareja tuvo dos hijos, Antonio (1591 a 1592-1596 a 1597) y  Lope (alcalde de Bogotá en 1577-1578 y en 1605).fue la primera boda en el Nuevo Reino de Granada, junto con Lope Rioja y Elvira Gutiérrez. Tuvo una hijastra; María, hija de Isabel Romero y su primer marido, a quien le pusieron el apellido de Juan. 